# Ronaldo Schemidt
Ronaldo Schemidt (* 1971 in Caracas, Venezuela) ist ein venezolanischer Fotograf.
Schemidt studierte zunächst Anthropologie an der Universidad Central de Venezuela in Caracas. Noch vor einem Abschluss in diesem Fach entschloss er sich, nach Mexiko auszuwandern und dort Fotografie zu studieren. Seit 2003 arbeitet er als Fotoreporter für verschiedene mexikanische Zeitungen. Ab 2004 kooperierte er als freier Mitarbeiter mit der französischen Nachrichtenagentur Agence France-Presse (AFP) und erhielt 2006 beim AFP-Büro in Mexiko-Stadt eine Anstellung. Schemidt dokumentierte mit seinen Arbeiten unter anderem Sportereignisse und den Drogenkrieg in Mexiko.
Ab etwa 2013 arbeitete Schemidt verstärkt in seinem Heimatland Venezuela. Zu seinen Themen zählten der Tod des früheren Präsidenten Hugo Chávez, die Präsidentschaftswahl in Venezuela 2013 und vor allem die politischen und sozialen Unruhen in der Folge dieser Wahl. Eine seiner Fotografien aus diesem Kontext wurde zum Pressefoto des Jahres 2017 gekürt. Schemidt fotografierte am 3. Mai 2017 den 28-jährigen José Víctor Salazar Balza während heftiger Proteste gegen Präsident Nicolás Maduro. Die Kleidung des jungen, mit einer Atemschutzmaske ausgerüsteten Mannes fing Feuer, als neben ihm der Tank eines Motorrads explodierte. Das Jury-Mitglied Whitney C. Johnson hob die Symbolkraft des Fotos mit dem Mann hervor: „Er repräsentiert nicht nur sich selbst und sich selbst brennend, sondern auch die Idee von einem brennenden Venezuela.“
Schemidts fotografisches Werk wurde mehrmals in Gruppen- und Individualausstellungen an der Nationalen Autonomen Universität von Mexiko präsentiert.